# 白杨街道 (渭南市)
白杨街道是中华人民共和国陕西省渭南市临渭区下辖的一个街道办事处。

## 行政区划
白杨街道下辖以下村级行政区划单位：
赵村、红星村、西庆屯村、木屯村、张东村和张西村。